# Cătălin Atănăsoaei
Cătălin Constantin Atănăsoaei (* 10. März 1993) ist ein rumänischer Leichtathlet, der im Langstrecken- und Hindernislauf an den Start geht.

## Sportliche Laufbahn
Erste internationale Erfahrungen sammelte Cătălin Atănăsoaei bei den Crosslauf-Europameisterschaften 2014 in Samokow, bei denen er nach 27:55 min auf den 58. Platz im U23-Rennen belegte. 2017 gewann er bei den Balkan-Hallenmeisterschaften in Belgrad in 8:07,72 min die Silbermedaille im 3000-Meter-Lauf hinter dem Serben Elzan Bibić und im Juli belegte er bei den Balkan-Meisterschaften in Novi Pazar in 9:08,47 min den vierten Platz über 3000 m Hindernis. 2019 kam er bei den Balkan-Meisterschaften in Prawez im Hindernislauf nicht ins Ziel und anschließend verpasste er bei den Militärweltspielen in Wuhan mit 15:00,24 min den Finaleinzug im 5000-Meter-Lauf. 2022 gelangte er bei den Balkan-Hallenmeisterschaften in Istanbul mit 8:17,39 min auf Rang neun über 3000 Meter und im Juni wurde er bei den Freiluftmeisterschaften in Craiova in 9:05,96 min Fünfter über 3000 m Hindernis. 
In den Jahren 2016, 2017 und 2019 wurde Atănăsoaei rumänischer Meister im 3000-Meter-Hindernislauf.

## Persönliche Bestleistungen
- 3000 Meter: 8:25,11 min, 21. Mai 2017 in Pitești
  - 3000 Meter (Halle): 8:07,72 min, 25. Februar 2017 in Belgrad
- 5000 Meter: 14:33,84 min, 17. Juli 2016 in Cluj-Napoca
- 3000 m Hindernis: 8:55,62 min, 16. Juli 2016 in Cluj-Napoca